# 간다라 (사트라피)
간다라, 또는 가다라(고대 페르시아어: 𐎥𐎭𐎠𐎼, 고대 페르시아어 문자에서 자음 앞의 비음 "n"이 생략되어 가다라 또는 간혹 간다라로 음역)는 아케메네스 제국의 인더스 계곡 정복 이후 남아시아의 가장 동쪽에 있던 아케메네스 제국의 사트라피 중 하나였다. 베히스툰 비문이나 다리우스 대제의 디나 비문과 같은 다양한 아케메네스 비문에 등장한다.
이 지방은 베히스툰 비문의 아카드어와 엘람어 판본에서 파라우파리사이나라고도 불렀다. 이 사트라피의 범위는 간다라의 실제 지리적 영역보다 더 넓었던 것으로 보인다.